# Сан-П'єтро Мартіре
Церква Сан-Пьетро Мартіре або Святого Петра Мученика (італ. San Pietro Martire) — католицький храм на острові Мурано, у Венеційській лагуні, присвячений домініканському монаху мученику Петру Веронському.

## Історія
Перший храм був побудований між 1348 і 1363 роками разом із монастирем домініканського ордену за наказом Марко Міхієля, венеціанського патриція, і присвячений святому Івану Хрестителю. Храм був освячений 17 вересня 1417 року. У 1474 році храм повністю згорів. Після пожежі храм був перебудований і розширений і знову відкритий у 1511 році, присвячений святому Петру Веронському.
Згідно з указом Наполеонівського королівства Італії від 5 червня 1805 року у Венеції був розпочатий процес скасування та перетворення церков і монастирів, а також зміни меж парафій. Церква була закрита в 1806 році, кілька років після падіння Венеціанської республіки, і знову відкрита для богослужінь тільки в 1813 році.
Монастир був захоплений військовими, а твори мистецтва з нього були передані до Галереї Академії. В монастирських будівлях, після їх часткового зносу, розміщувалась початкова школа, пізніше вони служили майстернею художнього скла, а потім використовувалися поштовою службою. 27 жовтня 1813 року колишня монастирська церква стала парафіяльною церквою, функції якої були офіційно передані їй від перебуваючої у руїнах церкви Святого Стефана. Нова парафія спочатку називалася Святих апостолів Петра і Павла, але в 1839 році вона повернулася до початкової назви Сан-Пьетро Мартіре. До церкви були перенесені твори мистецтва з інших розібраних церков і монастирів на Мурано та інших островах. Портик, прилеглий до західної стіни церкви, був перенесений з розібраного сусіднього монастиря Санта-Кьяра в 1924 році під час реставрації 1922—1928 років. У цей же період були відкриті початкові стелі та фрески святих над колонами.
Зараз це одна з двох діючих парафіяльних церков на острові Мурано.

## Архітектура
Церква стоїть паралельно Ріо-деі-Ветрай (італ. Rio Dei Vitrai), важливому водному шляху острова Мурано. Цегляний неоштукатурений фасад, звернений на невеликий майданчик, візуально розділений пілястрами та двома крученими вікнами. Посередині фасаду знаходиться велике кругле вікно, а під ним розташований портал XVI століття. Бічні стіни розділені лопатками та пряслами, декорованими по карнизу множиною малих арок. До лівої стіни прилягає портик в готичному стилі з аркадами та колонами, залишок старовинного монастиря сусідньої церкви Санта-Кьяра. Також ліворуч знаходиться величезна дзвіниця 1498—1502 років.
Ліворуч від храму знаходиться дзвіниця, яку датують 1498—1502 роками.

### Інтер'єр
Інтер'єр має план базиліки з трьома нефами, розділеними двома рядами масивних колон. Кожна нефа завершується півкруглою апсидою. Просторий пресвітерій перекритий циліндричним склепінням і обрамлений двома невеликими капличками. Крім головного вівтаря, в приділах є шість алтарів, по три в кожному.